# Wyatt Earp
Wyatt Berry Stapp Earp (Monmouth, Illinois, 19. ožujka 1848. – Los Angeles, Kalifornija, 13. siječnja 1929.) bio je američki poljodjelac, lovac bizona, čuvar zakona u raznim gradovima SAD-a, kockar, revolveraš, vlasnik bara i rudar (tragač za zlatom). Poznato je njegovo sudjelovanje u Obračunu kod O. K. Corrala zajedno s braćom Virgilom i Morganom te Docom Hollidayem koje ga je pretvorilo u legendu Divljeg zapada.
Wyatt Earp je glavni lik u raznim vestern filmovima, televizijskim serijama i izmišljenim pričama.

## Životopis

### Rani život
Dana 30. lipnja 1840. udovac Nicholas Earp Porteru stupio je u brak s Virginiom Ann Cooksey u Hartfordu, Kentucky. Imali su osmero djece. Wyatt Earp se rodio 19. ožujka 1848. u Monmouthu, Illinois. Njegovih četvero braće: James (1841.–1926.), Virgil (1843.–1905.), Morgan (1851.–1882.) i Warren (1855.–1900.) i polubrat Newton imali su veliku ulogu u njegovom životu. U ožujku 1850. godine obitelj Nicholas Earpa preselila se je iz Monmoutha sedam milja sjeverno od Pella u državi Iowi. Njihova nova farma se je prostirala na području od 160 hektara. Godine 1864. obitelj se preselila u okolicu Sana Bernardina, Kalifornija, ali se većina obitelji vratila četiri godine kasnije natrag u Illinois, a godinu kasnije u Missouri.
Oženio se 1870. godine i zaposlio se kao šerif, ali je njegova trudna žena Urilla Sutherland ubrzo umrla nakon čega je zapao u krizu te imao više problema sa zakonom, ponajviše zbog krađe konja na Indijanskom teritoriju i vođenja bordela.

### Čovjek reda i zakona
Godine 1874. presilio se u Wichitu u američkoj saveznoj državi Kansas gdje se i dalje bavio organiziranom prostitucijom, ali je postao i šerif (1875.-1876.). Kasnije je bio šerif u Dodge Cityju, da bi se potom 1877. godine uključio u zlatnu groznicu na planinama Black Hills na području Južne Dakote i Wyominga. Sljedeće se godine vratio u Dodge City gdje je postao zamjenik maršala, a osim što je postao poznat kao čuvar reda, došao je na glas i kao kockar te se u tom razdoblju sprijateljio s kockarima i revolverašima Docom Hollidayom (1851.-1887.) i Batom Mastersonom (1853.-1921.).

### Obračun kod O. K. Corrala
Earp je otputovao 1879. godine u grad Tombstone na području teritorija Arizone, kamo se okupio veći broj članova njegove obitelji, koji su tamo kupili nekretnine i otvorili poslovnice. Ondje je Wyatt bio kockar i čuvar saloona, a njegov brat Virgil je bio gradski šerif. Godine 1881. eskalirao je sukob između braće Earp i lokalnih odmetnika predvođenih Ikeom Clantonom, što je rezultiralo 26. listopada znamenitim revolveraškim obračunom kod O. K. Corrala u kojem su na jednoj strani sudjelovali Virgil, Wyatt i Morgan Earp te Doc Holliday, a na drugoj strani Ike Clanton, Billy Clanton, Tom McLaury, Frank McLaury i Billy Claiborne. Tijekom obračuna ubijeni su Billy Clanton, Tom McLaury i Frank McLaury, dok su Ike Clanton i Billy Cliborne uspjeli pobjeći. Na drugoj je strani Moragan Earp bio ranjen. Do obračuna je došlo zbog borbe oko prevlasti nad Tombestoneom i iz njega su braća Earp izašla kao pobjednici. Okršaj se smatra jednim od najpoznatijih revolveraških obračuna na Divljem zapadu i s vremenom je populariziran kroz novine i knjige te posljedično u brojnim western filmovima.
Obračun nije zaustavio sukob između Earpovih i Clantonovih te je u prosincu iste godine Virgil dočekan u zasjedi i ranjen, ali je uspio preživjeti napad, ali je Morgan ubijen u ožujku 1882. godine dok je igrao bilijar u saloonu, nakon čega su Wyatt i njegov brat Warren Earp proveli osvetu i ubili najmanje dvojicu osumnjičenih za bratovo ubojstvo. Nakon toga je Wyatt bio optužen za ubojstvo zbog čega je pobjegao iz Arizone u Colorado, zatim u nekoliko brzorastućih gradova na zapadu, a zatim se smjestio u Kaliforniji, gdje je radio kao šerif, kockar, rudar i trgovac nekretninama.

### Kasniji život
Godine 1888. umrla mu je supruga Mattie Blaylock, nakon čega je oženio dugogodišnju ljubavnicu Josephine Sarah Marcus. U poznim je godinama pomagao piscu Stuartu N. Lakeu u pisanju biografije Wyatt Earp: Frontier Marshal, koja je tiskana 1931. godine. Earp je umrlo u Los Angelesu 1929. godine u visokoj životnoj dobi od osamdeset godina.

## Vanjske poveznice
- Wyatt Earp – Britannica Online (engl.)
- Wyatt Earp – encyclopedia.com (engl.)
- Wyatt Earp History Page (engl.)
- Wyatt Earp: Tombstonian by Tim Fattig (engl.)
- Webstranica o Earpu i Tombstoneu (engl.) Arhivirana inačica izvorne stranice od 20. veljače 2008. (Wayback Machine) (engl.)
- Wyatt Earp: Desert Lawman & Adventurer (DesertUSA.com) (engl.) Arhivirana inačica izvorne stranice od 26. studenoga 2009. (Wayback Machine) (engl.)
- Wyatt Earp u Internet Movie Database (engl.)
- Wyatt Earpov grob (engl.)
- Tombstone, Arizona (engl.) Arhivirana inačica izvorne stranice od 20. srpnja 2011. (Wayback Machine) Monument Gallery (engl.)
- Wyatt Earp – američki šerif, kockar i vlasnik bordela – 1848. – povijest.hr